# Soyuz-2-1v

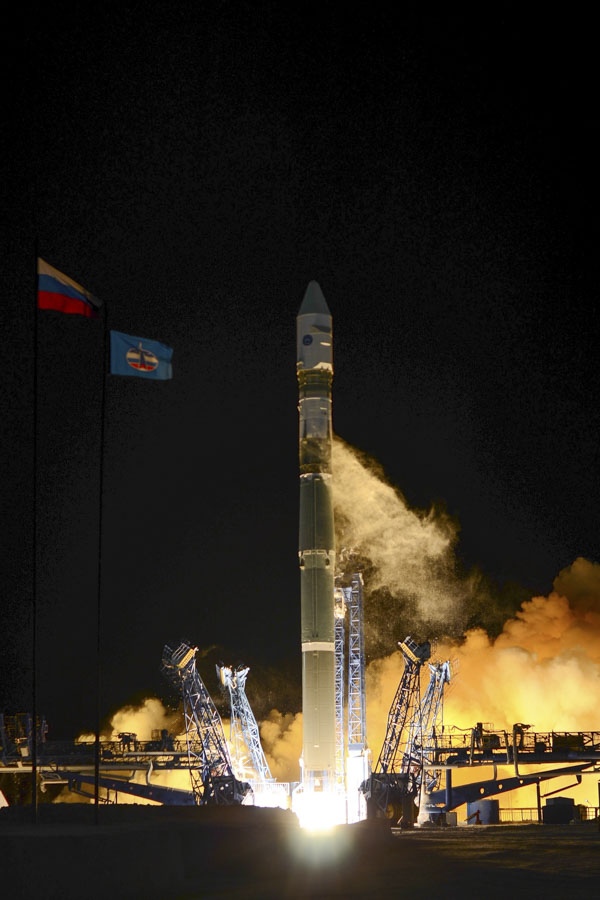
Lançamento de um Soyuz-2-1v levando o satélite militar Kosmos 2525 em 28 de março de 2018

O Soyuz-2-1v (em russo:  Союз 2.1в, União 2.1v), ou 14A15, conhecido no início do desenvolvimento como Soyuz-1  (em russo:  Союз 1, União 1), é um veículo lançador descartável russo. Ele é derivado do Soyuz-2.1b, e é um membro da família R-7 de foguetes. Ele é fabricado pelo TsSKB Progress, em Samara. Os lançamentos são efetuados a partir do Cosmódromo de Plesetsk no Noroeste da Rússia, do Cosmódromo de Baikonur no Cazaquistão, e também a partir do Cosmódromo de Vostochny no Leste da Rússia.

## Fotogaleria do Paris Air Show de 2011
A Rússia exibiu um modelo do foguete Soyuz-2-1v durante o Show Aéreo de Paris de 2011 em Le Bourget.

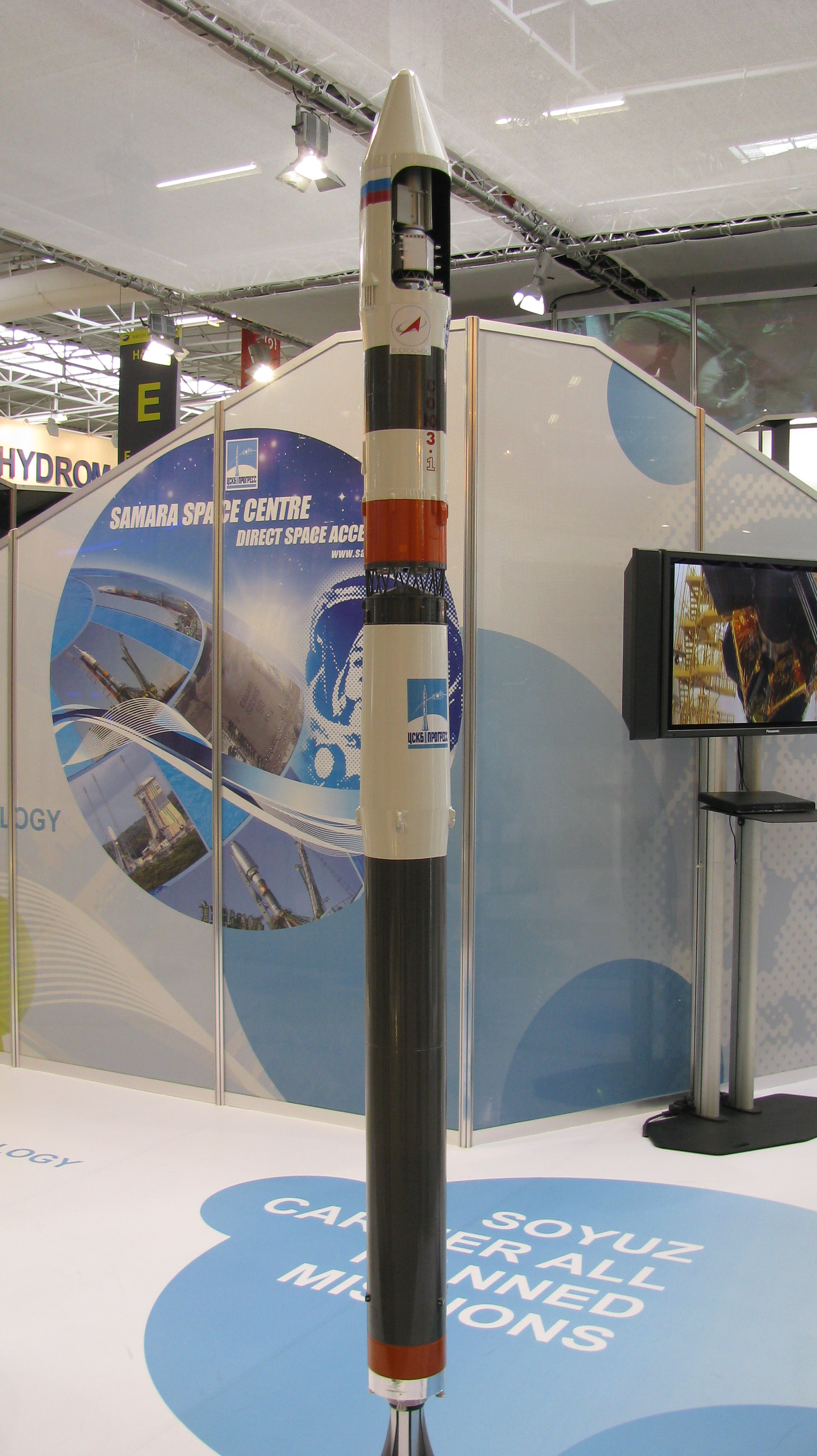
Visão geral do foguete
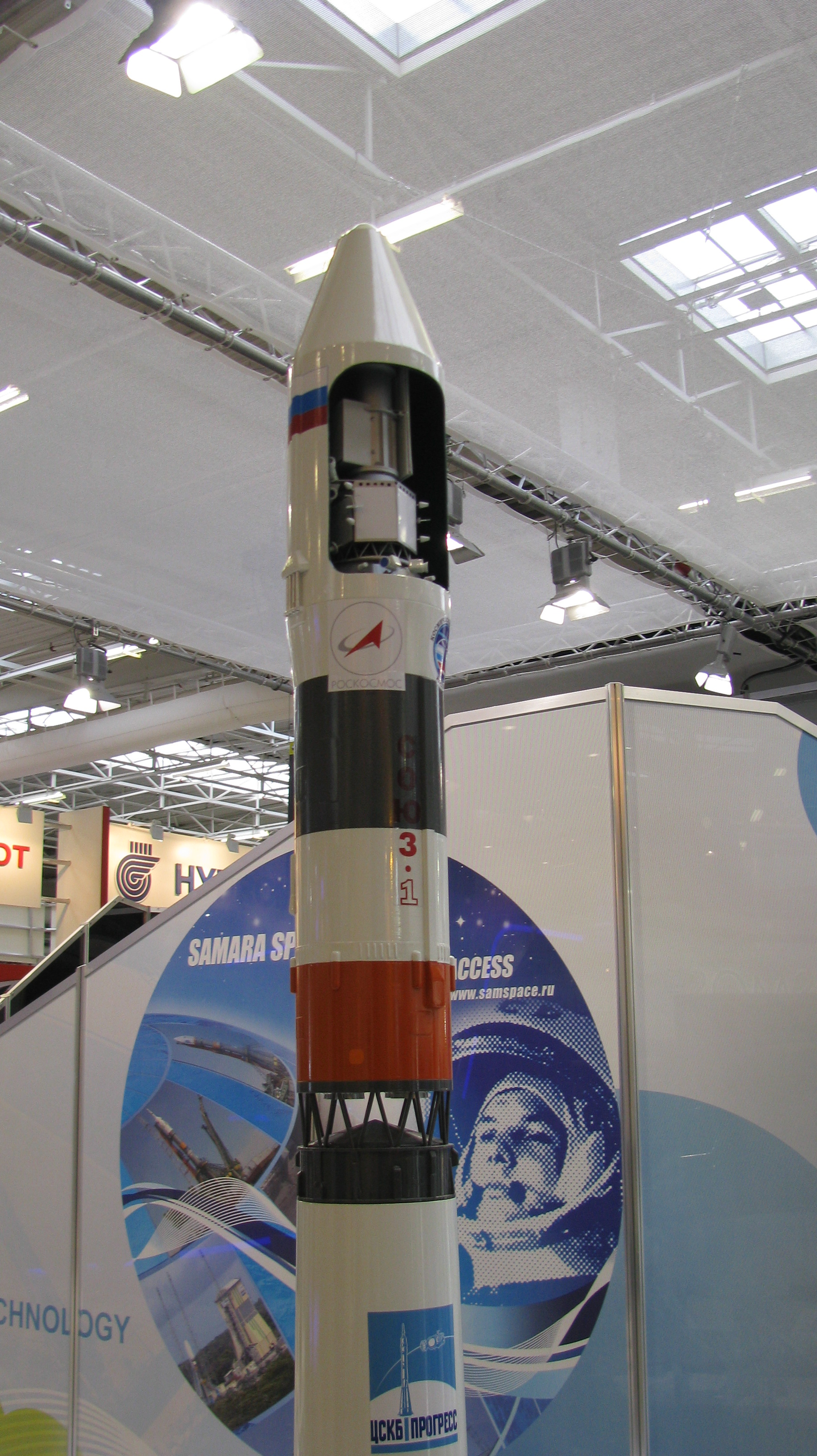
Visão do segundo estágio
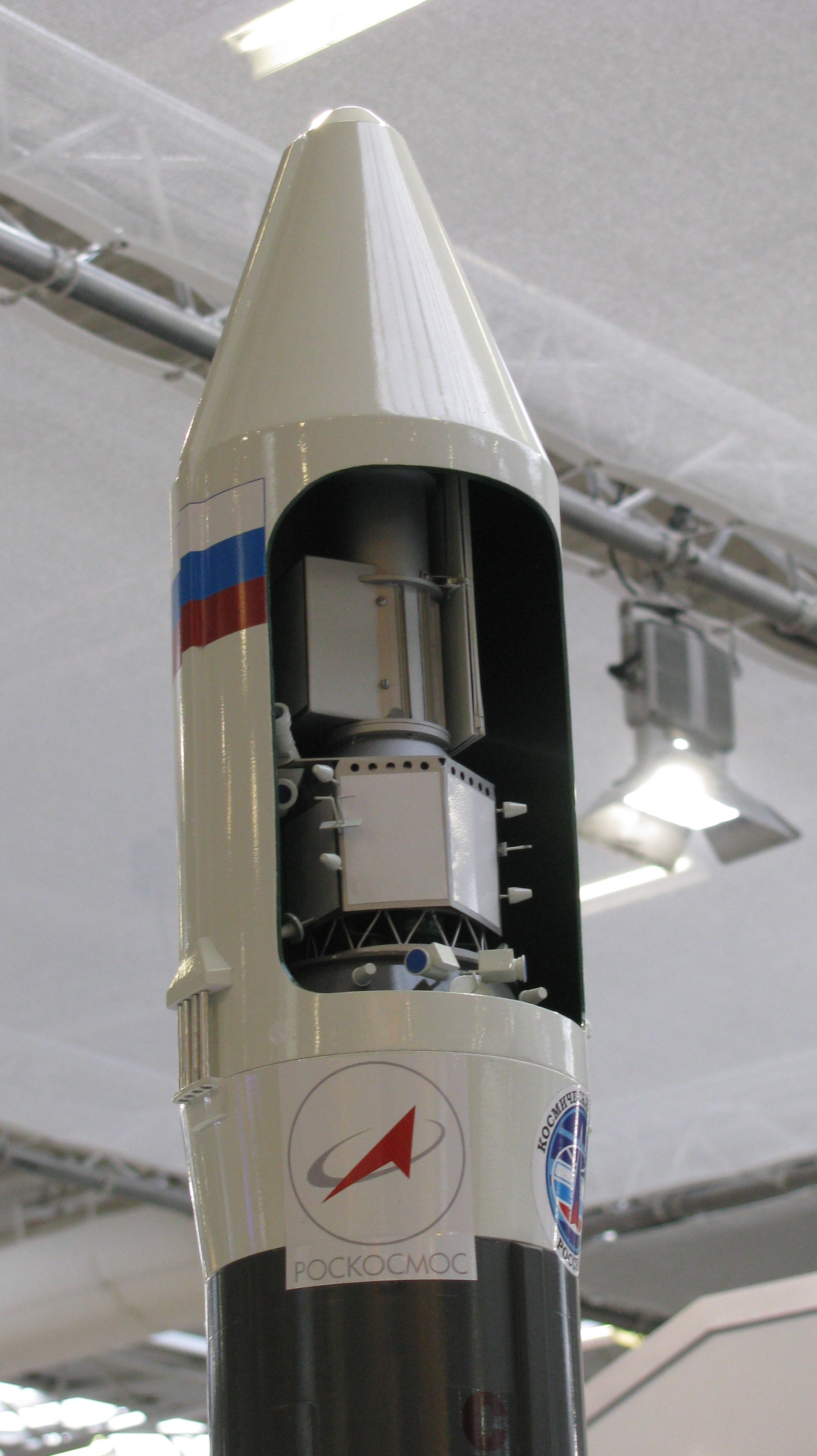
Visão detalhada da seção de carga